# USS Sea Panther (SS-528)
USS „Sea Panther” (SS-528) – okręt podwodny typu Tench był okrętem US Navy noszącym nazwę pochodzącą od angielskiej nazwy południowoafrykańskiej ryby. Jego budowa została zatwierdzona, ale kontrakt anulowano 29 lipca 1944, zanim położono stępkę.